# Káposztás utcai Stadion
A Káposztás utcai Stadion Sopron legnagyobb labdarúgópályája, 5800 néző befogadására alkalmas. Itt játssza hazai mérkőzéseit a Soproni VSE, de 2008 tavaszán a REAC-nak is ez volt az „otthona”. Az arénát 2003-ban adták át, 5300 ülő-, és 500 állóhellyel, valamint világítással is rendelkezik. A stadion egy alkalommal teljesen megtelt, 2004-ben, a Ferencváros elleni hazai mérkőzésen.